# Gëzim Erebara
Gëzim Erebara (Dèbar, 19 de maig de 1929 - Tirana, 12 de febrer de 2007) va ser un director de cinema, guionista, traductor i historiador del cinema albanès de la segona meitat del segle xx. Va estudiar a l'Acadèmia de Belles Arts de Praga el 1947–51, però va ser repatriat uns mesos abans de graduar-se per raons polítiques pel govern d'Albània aleshores comunista. Va treballar a "Kinostudioja Shqiperia e Re" de l'estat de 1957 a 1986 i va ser autor o coautor d'algunes de les pel·lícules més importants.

## Filmografia
- Debatik - (1961)
- Ngadhnjim mbi vdekjen - (1967)
- Guximtarët - (1970)
- Në fillim të verës - (1975)
- Pylli i lirisë - (1976)
- Vajzat me kordele të kuqe - (1978)
- Nusja - (1980)
- Një natë pa dritë - (1981)
- Fushë e blertë-fushë e kuqe - (1984)
- Një jetë më shumë - (1986)